# 史檟
史檟（1535年—？），字子美，浙江紹興府會稽縣人，民籍，明朝政治人物。

## 生平
嘉靖三十四年（1555年）乙卯科浙江鄉試第二十七名舉人，四十一年（1562年）中式壬戌科會試第一百七十名，二甲第二十六名進士。歷官刑部署郎中事員外郎，萬曆六年（1578年）八月升貴州布政使司右參政，十年十一月升貴州按察使，十一年正月考察不及降調，十二年八月降補陝西右參政。

## 家族
曾祖史吉；祖父史鈿；父史淮，母潘氏。具慶下。兄史柱（中書舍人）、史木（監生）、史本，弟史栻、史梓、史機、史集。